# Crocidocnemis pellucidalis
Crocidocnemis pellucidalis là một loài bướm đêm trong họ Crambidae. Chúng thường được tìm thấy ở Nam Hoa Kỳ, từ Florida đến Texas.